# 18 septembre en sport
18 août 18 octobre
Chronologies thématiques
- Croisades
- Ferroviaires
- Disney

Le 18 septembre est le 261e jour de l'année (262e en cas d'année bissextile) du calendrier grégorien.

## Événements

### XIXesiècle
- 1862 :
  - (Baseball) : les Eckford of Brooklyn remportent le 6e championnat de baseball de la NABBP avec 14 victoires et 2 défaites[1].
- 1863 :
  - (Golf) : sur le parcours du Prestwick Golf Club, victoire de l'Écossais Willie Park, Sr. au British Open de golf.

### XXesièclede1901à1950
- 1927 :
  - (Football) : au Brésil, le CR Flamengo est champion de l'État de Rio de Janeiro.
  - (Sport automobile) : Solituderennen.
- 1949 :
  - (Sport automobile) : Grand Prix automobile d'Australie.

### XXesièclede1951à2000
- 1977 :
  - (Rallye automobile) : arrivée du Critérium du Québec.

### XXIesiècle
- 2014 :
  - (Cyclisme sur piste /Record de l'heure cycliste) : Jens Voigt bat à Grenchen (Suisse), le record de l’heure. L’Allemand, qui a fêté ses 43 ans, a parcouru 51,115 km. Le précédent record appartenait au Tchèque Ondřej Sosenka, auteur de 49,700 km le 19 juillet 2005 à Moscou (Russie)[2].
- 2015 :
  - (Rugby à XV /Coupe du monde) : début de la Coupe du monde de rugby qui a lieu en Angleterre et au pays de Galles jusqu'au 31 octobre 2015.
- 2016 :
  - (Compétition automobile /Formule1) : le pilote allemand Nico Rosberg remporte le Grand Prix de Singapour. Sa 22e victoire, la 8e cette saison. Parti en pole-position, il termine devant l’Australien Daniel Ricciardo et son coéquipier britannique Lewis Hamilton et prend la tête du classement des pilotes pour deux points[3].
  - (Jeux paralympiques d'été) : Cérémonie de clôture des Jeux paralympiques d'été de 2016 à Rio de Janeiro.
- 2018 :
  - (Football /Ligue des champions) : début des phases de groupes de la 64e édition de la Ligue des champions de l'UEFA ou 79 clubs européens y participent. La finale se déroulera en Espagne à l'Estadio Metropolitano de Madrid, le samedi 1er juin 2019.

## Naissances

### XIXesiècle
- 1866 :
  - Samuel Johnston, footballeur nord-irlandais. (5 sélections en équipe nationale). († 25 avril 1910).
- 1869 :
  - Ellen Hansell, joueuse de tennis américaine. Victorieuse de l'US Open 1887. († 11 mai 1937).
- 1871 :
  - Ferdy Aston, joueur de rugby à XV anglo-sud-africain. (4 sélections avec l'équipe d'Afrique du Sud). († 15 octobre 1926).

- 1872 :
  - Adolf Schmal, cycliste sur piste austro-hongrois puis autrichien. Champion olympique des 12h, médaillé de bronze du contre-la-montre et des 10km aux Jeux d'Athènes 1896. († 28 août 1919).
- 1874 :
  - Georges Lumpp, rameur français. Médaillé d'argent du quatre avec barreur aux Jeux de Paris 1900. († 1er octobre 1934).
- 1895 :
  - Jean Batmale, footballeur puis entraîneur français. (6 sélections en équipe de France). († 3 juin 1973).

### XXesièclede1901à1950
- 1904 :
  - Bun Cook, hockeyeur sur glace et entraîneur canadien. († 19 mars 1988).
- 1911 :
  - Syd Howe, hockeyeur sur glace canadien. († 20 mai 1976).
- 1917 :
  - Phil Taylor, footballeur puis entraîneur anglais. (3 sélections en équipe nationale). († 1er décembre 2012).
- 1933 :
  - Scotty Bowman, hockeyeur sur glace puis entraîneur canadien.

- 1935 :
  - John Spencer, joueur de snooker anglais. Champion du monde de snooker 1969, 1971 et 1977. († 11 juillet 2006).
- 1937 :
  - Ralph Backstrom, hockeyeur sur glace puis entraîneur canadien. († 7 février 2021).
  - Doug Smith, footballeur écossais. († 5 décembre 2012).

- 1946 :
  - Joel Camargo, footballeur brésilien. Champion du monde de football 1970. (27 sélections en équipe nationale). († 23 mai 2014).
- 1949 :
  - Guennadi Komnatov, cycliste sur route soviétique puis russe. Champion olympique des 100km sur route par équipes aux Jeux de Munich 1972. († 1er avril 1979).

- - Peter Shilton, footballeur puis entraîneur anglais. Vainqueur de la Coupe des clubs champions 1979 et 1980. (125 sélections en équipe nationale).
- 1950 :
  - Darryl Sittler, hockeyeur sur glace canadien.

### XXesièclede1951à2000
- 1951 :
  - Marc Surer, pilote de F1 suisse.
- 1952 :
  - Richard Grenier, hockeyeur sur glace canadien.
- 1954 :
  - Dennis Johnson, basketteur puis entraîneur américain. († 22 février 2007).
- 1956 :
  - José Luis Doreste, skipper espagnol. Champion olympique en finn aux Jeux de Séoul 1988.
  - Peter Šťastný, hockeyeur sur glace tchécoslovaque-slovaque-canadien. Champion du monde de hockey sur glace 1976 et 1977.
- 1958 :
  - John Aldridge, footballeur irlandais. (69 sélections en équipe nationale).
- 1959 :
  - Christian Caminiti, footballeur puis entraîneur français.
  - Ryne Sandberg, joueur de baseball américain. († 28 juillet 2025).
  - Wu Shude, haltérophile chinois. Champion olympique des -56 kg aux Jeux de Los Angeles 1984.
- 1960 :
  - Sophie Berger, karatékate française. Championne du monde de karaté en kumite -53 kg 1982 et 1984. Championne d'Europe de karaté en kumite -53 kg 1984 et 1986.
- 1961 :
  - Alain Casanova, footballeur puis entraîneur français.
- 1962 :
  - Boris Said, pilote de courses automobile d'endurance et de NASCAR américain.
- 1966 :
  - Tom Chorske, hockeyeur sur glace américain.
  - Isabelle Demongeot, joueuse de tennis puis entraîneur française.
- 1969 :
  - Nezha Bidouane, athlète de haies marocaine. Médaillée de bronze aux Jeux de Sydney 2000. Championne du monde d'athlétisme du 400m haies 1997 et 2001.
- 1970 :
  - Didier Rous, cycliste sur route puis directeur sportif français.

- 1971 :
  - Lance Armstrong, cycliste sur route américain. Champion du monde de cyclisme sur route 1993. Vainqueur de la Flèche wallonne 1996.
- 1972 :
  - Brigitte Becue, nageuse belge. Championne d'Europe de natation du 200m brasse 1993 et championne d'Europe de natation du 100 et 200m brasse 1995.
  - André Willms, rameur d'aviron allemand. Champion olympique du quatre de couple aux Jeux de Barcelone 1992 et aux Jeux d'Atlanta 1996 puis médaillé de bronze aux Jeux de Sydney 2000. Champion du monde d'aviron du quatre de couple 1993, 1999 et 2001 ainsi que du skiff 1994.

- 1973 :
  - Laurent Foirest, basketteur français. Médaillé d'argent aux Jeux de Sydney 2000. (150 sélections en équipe de France).
  - Dario Frigo, cycliste sur route italien. Vainqueur des Tours de Romandie 2001 et 2002.
- 1974 :
  - Sol Campbell, footballeur anglais. (73 sélections en équipe nationale).
  - Ticha Penicheiro, basketteuse portugaise.
- 1979 :
  - Lasse Boesen, handballeur danois. Champion d'Europe de handball 2008. Vainqueur de la Coupe d'Europe des vainqueurs de coupe de handball 2004. (159 sélections en équipe nationale).
  - Osama Daghles, basketteur jordanien.
- 1980 :
  - Araujo Ilan, footballeur italo-brésilien. (3 sélections avec l'équipe du Brésil).
  - Petri Virtanen, basketteur finlandais.
- 1981 :
  - Kristaps Valters, basketteur letton.
- 1982 :
  - Peter Budaj, hockeyeur sur glace slovaque.
  - Arvydas Eitutavičius, basketteur lituanien.
  - Alfredo Talavera, footballeur mexicain. Vainqueur de la Gold Cup 2011. (31 sélections en équipe nationale).
  - TJ Thompson, basketteur américain.
- 1983 :
  - Louis Duc, navigateur français.
- 1984 :
  - Travis Outlaw, basketteur américain.
  - Mathieu Perget, cycliste sur route français. Vainqueur du Tour du Maroc 2013.
  - Adrien Théaux, skieur alpin français. Médaillé de bronze du super-G aux Mondiaux de ski 2015.
- 1985 :
  - Justin Hawkins, basketteur américain.

- 1986 :
  - Renaud Lavillenie, athlète de sauts à la perche français. Champion olympique aux Jeux de Londres 2012 puis médaillé d'argent aux Jeux de Rio 2016. Médaillé de bronze aux Mondiaux d'athlétisme 2009, 2011, 2015 et 2017 puis médaillé d'argent aux mondiaux d'athlétisme 2013. Champion d'Europe d'athlétisme du saut à la perche 2010, 2012 et 2014. Détenteur du Record du monde du saut à la perche du 15 février 2014 au 8 février 2020.
- 1987 :
  - Warren Whiteley, joueur de rugby à XV sud-africain. (23 sélections en équipe nationale).
- 1988 :
  - Yuichi Sugita, joueur de tennis japonais.
- 1989 :
  - Serge Ibaka, basketteur congolo-espagnol. Médaillé d'argent aux Jeux de Londres 2012. Champion d'Europe masculin de basket-ball 2011. (50 sélections avec l'Équipe d'Espagne).
  - Edwin Jackson, basketteur français. Médaillé de bronze au Mondial de basket-ball 2017. (54 sélections en Équipe de France).
- 1990 :
  - Cristina Ouviña, basketteuse espagnole. Championne d'Europe de basket-ball féminin 2013 et 2019. (42 sélections en équipe nationale).
  - Grégory Pastel, footballeur français.
- 1991 :
  - Alicia DeVaughn, basketteuse américaine.
  - Jérémie Douillet, basketteur français.

- 1992 :
  - Timothey N'Guessan, handballeur français. Médaillé d'argent aux Jeux de Rio 2016 et champion olympique aux Jeux de Tokyo 2020. Champion du monde de handball masculin 2017 et médaillé de bronze en 2019. Médaillé de bronze à l'Euro 2018. Vainqueur des Ligues des champions 2021 et 2022. (104 sélections en équipe de France).
- 1993 :
  - Teddy Thomas, joueur de rugby à XV et à sept français. (8 sélections avec l'équipe de France de rugby à sept et 28 avec celle rugby à XV).
- 1997 :
  - Joséphine Nkou, handballeuse congolaise. (14 sélections en équipe nationale).
- 1998 :
  - Eliot Curty, hockeyeur sur gazon français. (56 sélections en équipe de France).
- 1999 :
  - Ollie Lawrence, joueur de rugby à XV anglais. (24 sélections en équipe nationale).
  - Mohammed Waad, footballeur qatarien. (23 sélections en équipe nationale).
- 2000 :
  - James Bouknight, basketteur américain.
  - Julen Lobete, footballeur espagnol.

### XXIesiècle
- 2001 :
  - Wendell Moore, basketteur américain.
  - Christopher Wooh, footballeur franco-camerounais. (17 sélections avec l'équipe du Cameroun).
- 2003 :
  - Luke Mbete, footballeur anglais.

## Décès

### XIXesiècle
- 1898 :
  - Émile Mayade, 45 ans, pilote de courses automobile français. (° 21 août 1853).

### XXesièclede1901à1950
- 1910 :
  - Charlie Athersmith, 38 ans, footballeur anglais. (12 sélections en équipe nationale). (° 10 mai 1872).
- 1915 :
  - Jean-Marie Corre, 51 ans, cycliste sur route et pilote de courses automobile français. (° 21 mai 1915).

### XXesièclede1951à2000
- 1951 :
  - Constant Huret, 81 ans, cycliste sur route français. Champion du monde de demi-fond 1900. Vainqueur de Bordeaux-Paris 1899. (° 26 janvier 1870).
- 1957 :
  - Édouard Wattelier, 80 ans, cycliste sur route français. Vainqueur de Bordeaux-Paris 1902. (° 12 décembre 1876).
- 1978 :
  - Henri Roessler, 68 ans, footballeur puis entraîneur français. (2 sélections en équipe de France). (° 16 septembre 1910).

- 1994 :
  - Vitas Gerulaitis, 40 ans, joueur de tennis américain. Vainqueur de l'Open d'Australie 1977, et de la Coupe Davis 1979. (° 6 juillet 1954).
- 1997 :
  - Fernand Fayolle, 93 ans, cycliste sur route français. (° 21 juillet 1904).

### XXIesiècle
- 2002 :
  - Bob Hayes, 59 ans, athlète de sprint puis joueur de Foot U.S. américain. Champion olympique du 100m et du relais 4×100m aux Jeux de Tokyo 1964. (° 20 décembre 1942).
  - Mauro Ramos de Oliveira, 72 ans, footballeur brésilien. Champion du monde de football 1958 et 1962. Vainqueur de la Copa América 1949, des Copa Libertadores 1962 et 1963. (30 sélections en équipe nationale). (° 30 août 1930).
- 2010 :
  - Bobby Smith, 77 ans, footballeur anglais. Vainqueur de la Coupe d'Europe des vainqueurs de coupe 1963. (15 sélections en équipe nationale). (° 22 février 1933).
- 2012 :
  - Jorge Manicera, 73 ans, footballeur uruguayen. (21 sélections en équipe nationale). (° 4 novembre 1938).
  - Annie Soisbault, 78 ans, joueuse de tennis puis pilote automobile française. (° 8 juin 1934).
- 2013 :
  - Warren Luhrs, 68 ou 69 ans, navigateur américain. (° ? 1944).
- 2017 :
  - Jean Plaskie, 76 ans, footballeur belge. (33 sélections en équipe nationale). (° 24 août 1941).